# Cape May
Cape May ist eine im Süden des US-Bundesstaates New Jersey an der Ostküste der USA in Cape May County gelegene Stadt. Das U.S. Census Bureau ermittelte bei der Volkszählung 2020 eine Einwohnerzahl von 2768.
Darüber hinaus leben in dem Ferienort in den Ferienzeiten bis zu ca. 100.000 Urlauber.

## Lage & Geschichte
Cape May liegt auf der äußersten Südspitze der Cape May Peninsula (Halbinsel) zwischen der Delaware Bay und dem Atlantik und ist somit die südlichste Stadt von New Jersey. Die Stadt wurde im Jahre 1620 von dem niederländischen Kapitän Cornelis Jacobszoon May gegründet und ist damit eine der ältesten Siedlungen europäischer Siedler an der Ostküste der USA. Bereits seit dem 18. Jahrhundert machte sich Cape May unter wohlhabenden Bürgern von New York und Philadelphia einen Namen als attraktive Sommerfrische. Vor allem deswegen ist man in Cape May stolz auf das offizielle Motto The Nation's Oldest Seashore Resort („Der älteste Badeort der Nation“). Seit den Anfängen als Ferienort begannen Sommerfrischler auch, sich in Cape May eigene Häuser zu errichten, von denen viele noch heute erhalten sind (s. u.).
In den 1920er Jahren gab es eine Luftschiffhalle der US-Marine.

## Sehenswürdigkeiten
Die Hauptattraktion des Ortes ist neben den hervorragenden Stränden sicherlich die große Anzahl viktorianischer Villen des 19. Jahrhunderts. Da sich das touristische Interesse der Städter seit dem Eisenbahnbau und insbesondere zu Beginn des 20. Jahrhunderts weiter nach Süden, z. B. nach Florida, verlagerte, wurden die meisten der vorwiegend aus Holz erbauten Villen nicht im Laufe der Zeit durch lukrativere Neubauten ersetzt, sondern blieben bis in unsere Zeit erhalten. Zu einem Markenzeichen der Villen gerade in Cape May wurde dabei der pastellfarbige Anstrich der meisten Häuser. Aufgrund der ungewöhnlich gut erhaltenen Viertel wurde Cape May am 11. Mai 1976 als National Historic Landmark der USA anerkannt. Daneben sind drei weitere Bauwerke in Cape May im National Register of Historic Places (NRHP) eingetragen (Stand 27. September 2018).
Cape May ist außerdem seit 1924 Sitz des einzigen Ausbildungszentrums der United States Coast Guard, der Küstenwache der USA.

## Wirtschaft, Verkehr und Medien
Der bei weitem wichtigste Wirtschaftszweig ist der Tourismus. Daneben sind auch heute noch die Fischerei sowie Sportfischen von Bedeutung. Außerdem gibt es in der Nähe ein kleines Weinanbaugebiet, dessen Produkte in den Weinhandlungen des Ortes verkauft werden. In den zahlreichen Bäckereien und Konditoreien in Cape May arbeiten in der Hochsaison auch zahlreiche deutsche Fachkräfte zur Aushilfe.
Von Cape May aus gibt es eine Fährverbindung über die Delaware Bay nach Lewes in Delaware.
Die Radiostation WNJZ sendet für Cap May das Public Radio Programm von WHYY Philadelphia.

## Söhne und Töchter der Stadt
- Uriah Smith Stephens (1821–1882), Gewerkschaftsführer
- Thomas Millet Hand (1902–1956), Politiker
- Frederick B. Dent (1922–2019), US-Handelsminister
- Paul Volcker (1927–2019), Vorsitzender der Zentralbank der Vereinigten Staaten

## Galerie

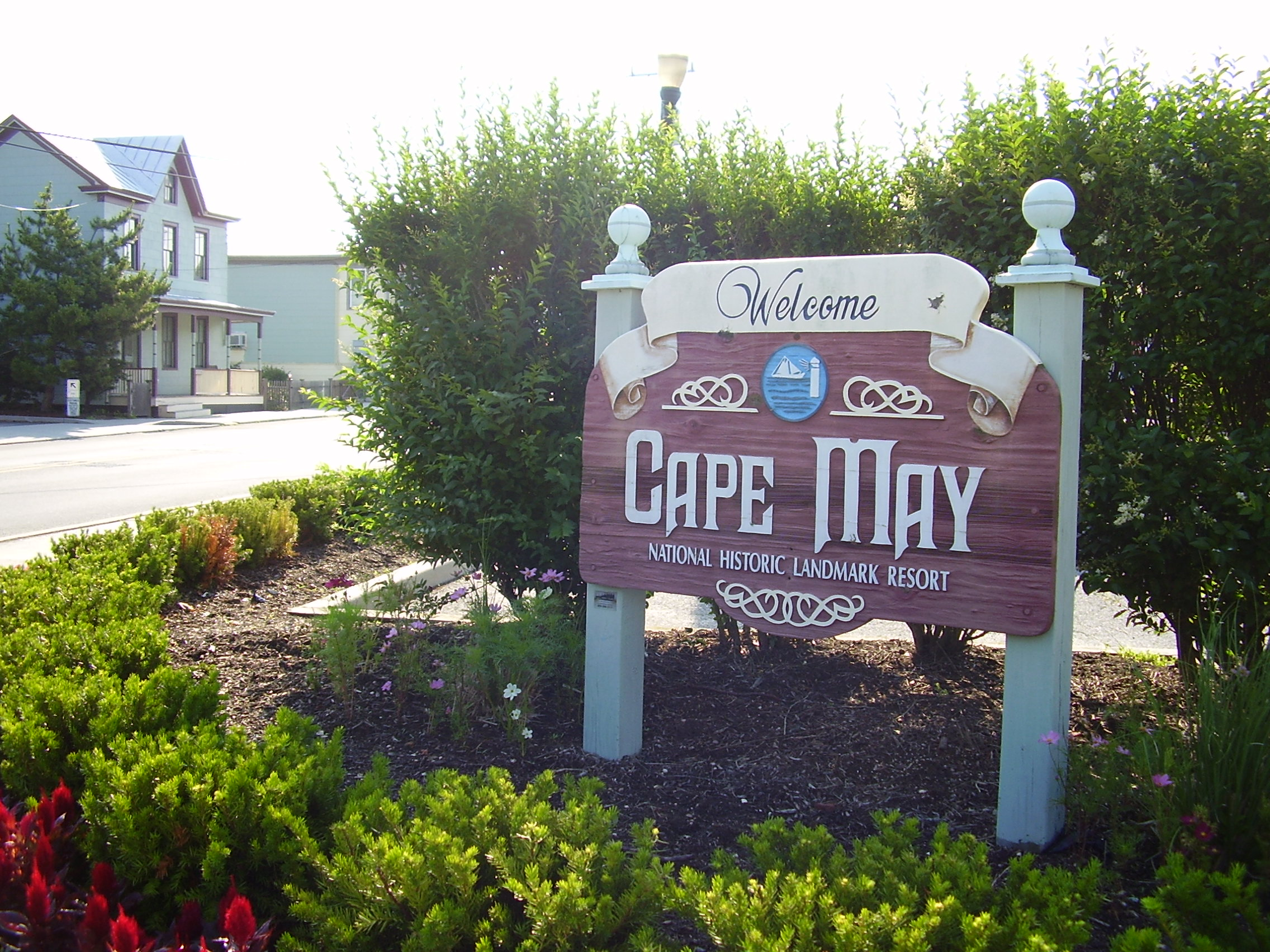
Willkommen in Cape May
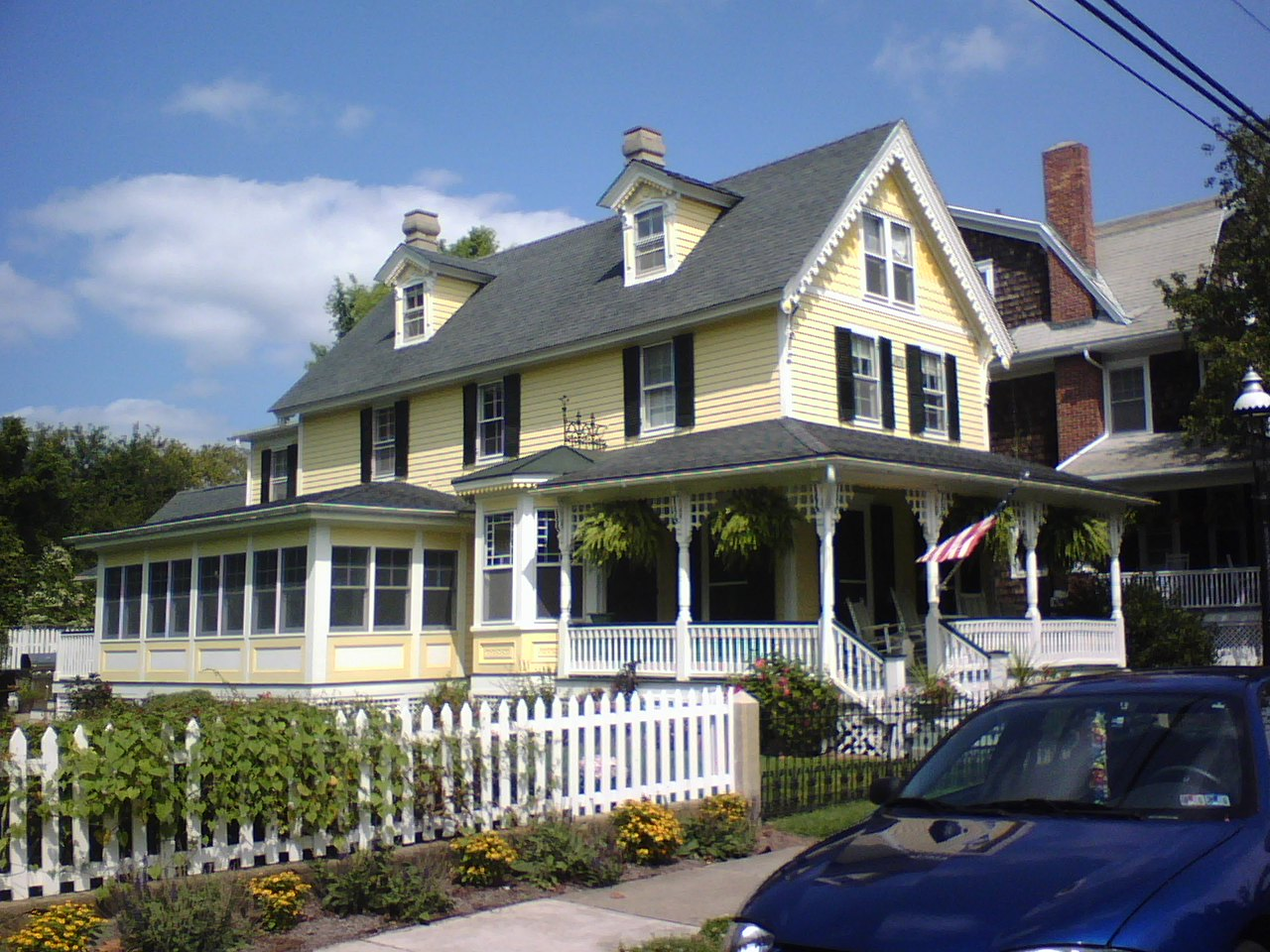
Viktorianisches Haus
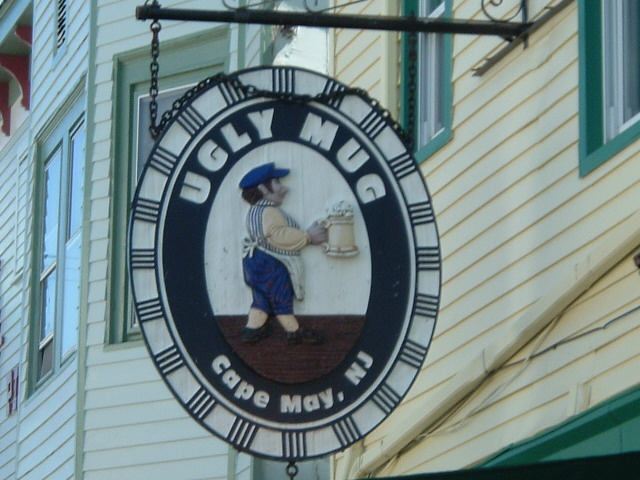
Hässlicher Krug
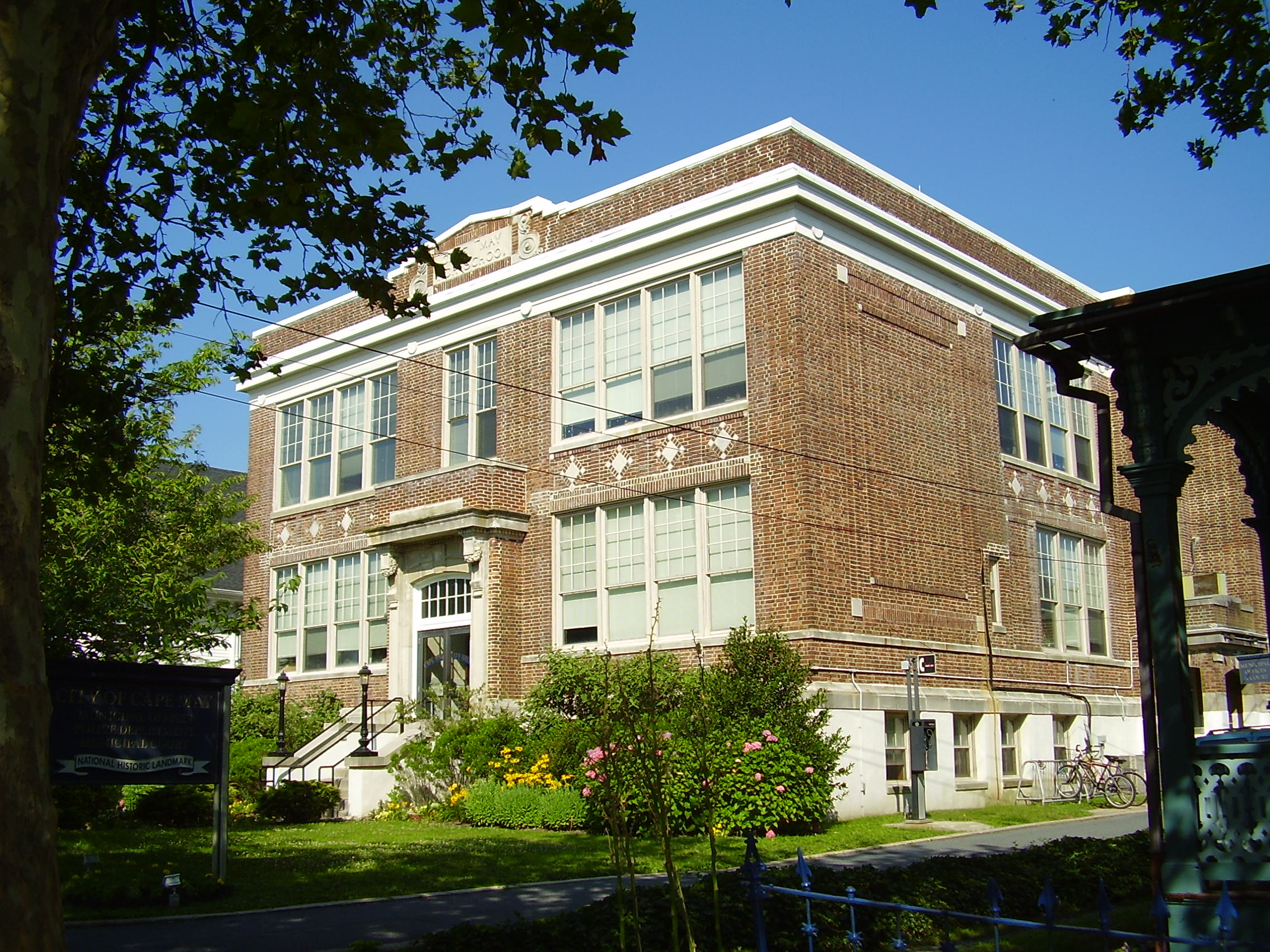
Rathaus von Cape May
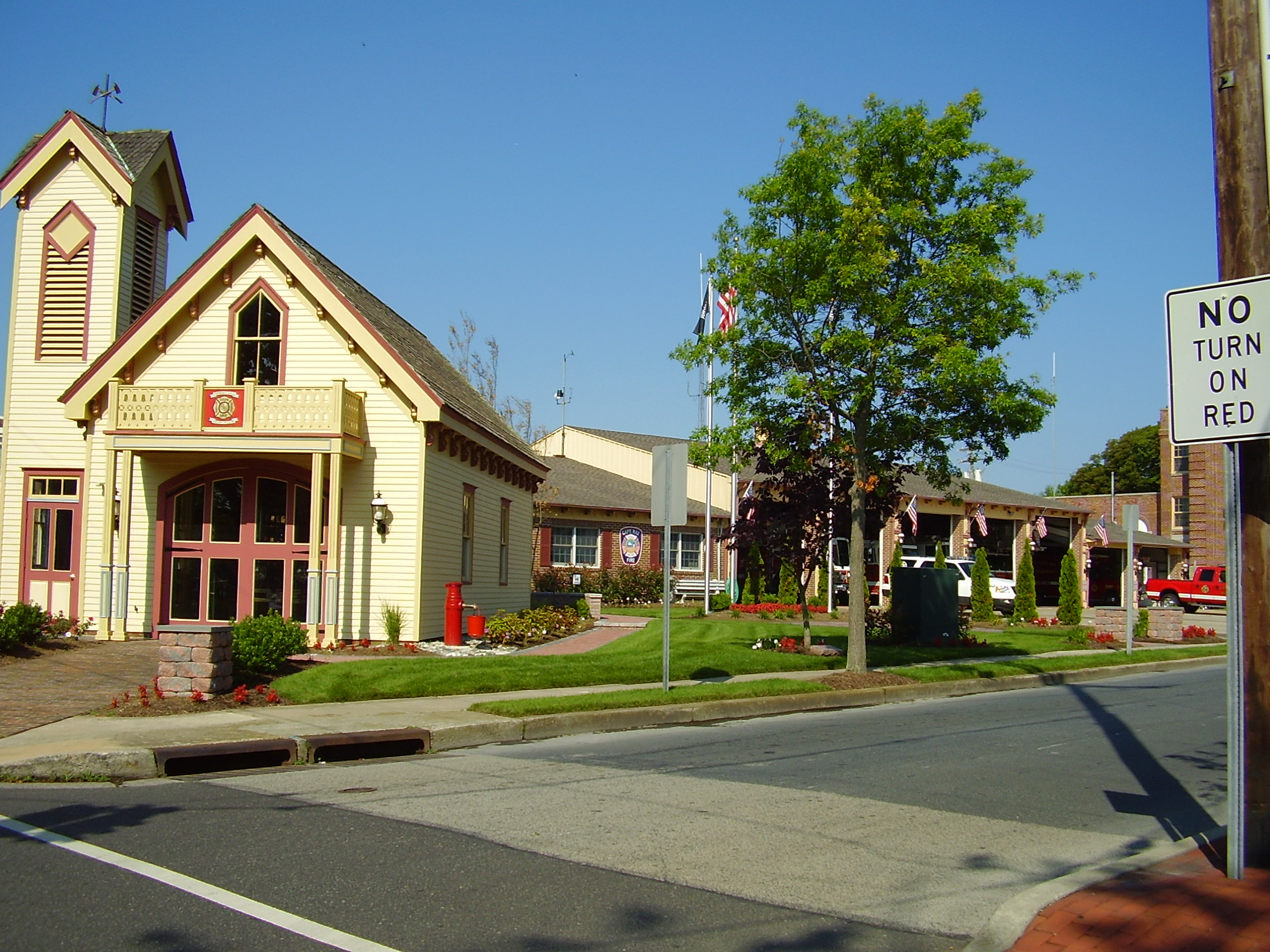
Feuerwehrhaus